# Silisterská oblast
Silisterská oblast (bulharsky Област Силистра) je jedna z oblastí Bulharska. Leží na severovýchodě země a jejím správním střediskem je Silistra.

## Obštiny
Oblast se administrativně dělí na 7 obštin.

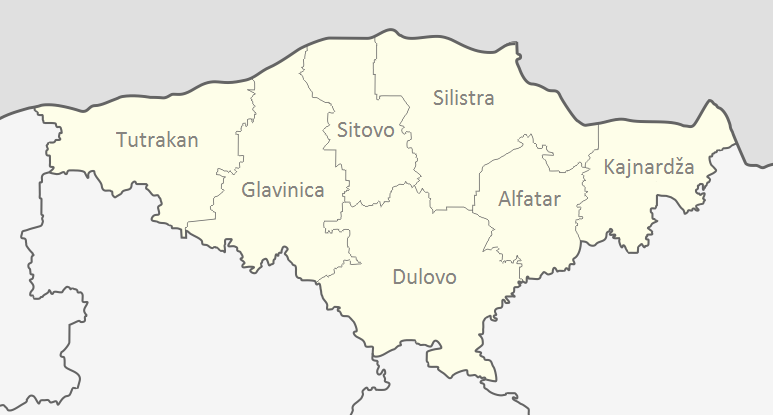
Silisterská oblast

| Obština - Alfatar - Dulovo - Glavinica - Kajnardža - Silistra - Sitovo - Tutrakan | Sídlo - Alfatar - Dulovo - Glavinica - Kajnardža - Silistra - Sitovo - Tutrakan |

## Města
Správním střediskem oblasti je Silistra, kromě sídelních měst jednotlivých obštin, přičemž Kajnardža a Sitovo městem nejsou, se zde žádná další města nenacházejí.

## Obyvatelstvo
K 15. prosinci 2024 v oblasti žilo 118 371 obyvatel a bylo zde trvale hlášeno 138 194 obyvatel. Podle sčítání 7. září 2021 bylo národnostní složení následující:
- Bulhaři: 51 579 (56.0 %)
- Turci: 34 392 (37.4 %)
- Romové: 5 244 (5.7 %)
- ostatní[p 2]: 856 (0.9 %)